# 탄 스리 다토 하지 하산 유노스 스타디움
탄 스리 다토 하지 하산 유노스 스타디움(영어: Tan Sri Dato' Haji Hassan Yunos Stadium)은 말레이시아 조호르주 조호르바루에 위치한 다목적 경기장으로 조호르 다룰 탁짐의 홈 구장으로 사용되고 있다. 1964년에 개장하던 당시에는 15,000석을 수용할 수 있었지만 1991년에 경기장 규모가 확장되면서 수용 인원을 30,000석으로 늘렸다.